# Mohamed Ali Fouad Farouk
Pour les articles homonymes, voir Mohammed Ali.
Titre
Prince héritier d'Égypte
Depuis le 5 février 1979
(46 ans, 1 mois et 9 jours)
Le prince Mohamed Ali Fouad Farouk, prince du Saïd, est né le 5 février 1979 au Caire en Égypte, est le fils aîné et héritier de l'ancien roi Fouad II d'Égypte et de Fadila d'Égypte, née Dominique-France Picard.
Il est l'héritier du trône d'Égypte, monarchie abolie le 18 juin 1953, après son père le roi Fouad II.

## Biographie
À la demande de son père, Fouad II, il a bénéficié d’une autorisation spéciale du président Anouar el-Sadat pour que sa mère, Fadila, puisse accoucher en Égypte. Il est le premier membre de la branche directe de la famille royale d'Égypte à pouvoir y retourner après le coup d'état de 1952.
Il est élevé entre l'Europe et le Maroc. 
Il dirige une entreprise de services immobiliers en France. Il passe aussi de plus en plus de temps sur le sol égyptien, particulièrement depuis que l'état égyptien reconnaît l'héritage historique de la dynastie de Méhémet Ali.

## Famille
Mohamed Ali a une sœur, Fawzia Latifa, née à Monaco le 12 février 1982 et un frère, Fakhr-Eddin, né a Rabat au Maroc le 25 Aout 1987.
Le 27 avril 2013, le prince Mohamed Ali se fiance avec la princesse Noal Zaher (née le 6 décembre 1978 à Teheran, Iran), fille du prince Mohammad Daoud Pashtunyar Zaher et de la princesse Fatima Aref Zaher, issue de la branche cadette de la famille royale d'Afghanistan. Le prince Daoud Khan (né en 1949), père de la mariée, est le septième enfant de l'ancien roi d'Afghanistan, Mohammad Zaher Shah.
Le mariage est célébré le 30 août 2013 au palais Çırağan d'Istanbul (Turquie). Des membres des deux familles et leurs amis assistent au mariage et aux festivités. Des représentants des familles royales européennes et orientales ainsi que de nombreuses personnalités égyptiennes sont également conviés,.
De cette union naissent deux enfants, des jumeaux, qui portent le prédicat d'altesse royale :
- 1. Fouad Zaher Hassan, né le 12 janvier 2017. Ses prénoms ont été choisis en l'honneur de son grand-père, le roi Fouad II d'Egypte, de son arrière-grand-père, le roi Zaher Shah d'Afghanistan et du roi Hassan II du Maroc[10].
- 2. Farah-Noor, née le 12 janvier 2017.

## Honneurs
- Collier de l'ordre de Mohamed Ali, ordre dynastique de la maison royal d’Égypte.

## Ascendance
|  |                                |  |  |  |  |  |  |  |  |  |  |  |  |
|  | 8. Fouad Ier roi d'Egypte      |  |  |  |  |  |  |  |  |  |  |  |  |
|  |                                |  |  |  |  |  |  |  |  |  |  |  |  |
|  |                                |  |  |  |  |  |  |  |  |  |  |  |  |
|  | 4. Farouk Ier, roi d'Egypte    |  |  |  |  |  |  |  |  |  |  |  |  |
|  |                                |  |  |  |  |  |  |  |  |  |  |  |  |
|  |                                |  |  |  |  |  |  |  |  |  |  |  |  |
|  | 9. Nazli Sabri                 |  |  |  |  |  |  |  |  |  |  |  |  |
|  |                                |  |  |  |  |  |  |  |  |  |  |  |  |
|  |                                |  |  |  |  |  |  |  |  |  |  |  |  |
|  | 2. Fouad II, roi d'Egypte      |  |  |  |  |  |  |  |  |  |  |  |  |
|  |                                |  |  |  |  |  |  |  |  |  |  |  |  |
|  |                                |  |  |  |  |  |  |  |  |  |  |  |  |
|  | 10. Hussain Fahmi Sadek Bey    |  |  |  |  |  |  |  |  |  |  |  |  |
|  |                                |  |  |  |  |  |  |  |  |  |  |  |  |
|  |                                |  |  |  |  |  |  |  |  |  |  |  |  |
|  | 5. Narriman Sadek              |  |  |  |  |  |  |  |  |  |  |  |  |
|  |                                |  |  |  |  |  |  |  |  |  |  |  |  |
|  |                                |  |  |  |  |  |  |  |  |  |  |  |  |
|  | 11. Asila Kamel                |  |  |  |  |  |  |  |  |  |  |  |  |
|  |                                |  |  |  |  |  |  |  |  |  |  |  |  |
|  |                                |  |  |  |  |  |  |  |  |  |  |  |  |
|  | 1. Mohamed Ali, prince du Saïd |  |  |  |  |  |  |  |  |  |  |  |  |
|  |                                |  |  |  |  |  |  |  |  |  |  |  |  |
|  |                                |  |  |  |  |  |  |  |  |  |  |  |  |
|  | 12. Lazare Loeb                |  |  |  |  |  |  |  |  |  |  |  |  |
|  |                                |  |  |  |  |  |  |  |  |  |  |  |  |
|  |                                |  |  |  |  |  |  |  |  |  |  |  |  |
|  | 6. David-Robert Loeb           |  |  |  |  |  |  |  |  |  |  |  |  |
|  |                                |  |  |  |  |  |  |  |  |  |  |  |  |
|  |                                |  |  |  |  |  |  |  |  |  |  |  |  |
|  | 13. Berthe Weill               |  |  |  |  |  |  |  |  |  |  |  |  |
|  |                                |  |  |  |  |  |  |  |  |  |  |  |  |
|  |                                |  |  |  |  |  |  |  |  |  |  |  |  |
|  | 3. Dominique-France Picard     |  |  |  |  |  |  |  |  |  |  |  |  |
|  |                                |  |  |  |  |  |  |  |  |  |  |  |  |
|  |                                |  |  |  |  |  |  |  |  |  |  |  |  |
|  | 14. Edmond Picard              |  |  |  |  |  |  |  |  |  |  |  |  |
|  |                                |  |  |  |  |  |  |  |  |  |  |  |  |
|  |                                |  |  |  |  |  |  |  |  |  |  |  |  |
|  | 7. Paule-Madeleine Picard      |  |  |  |  |  |  |  |  |  |  |  |  |
|  |                                |  |  |  |  |  |  |  |  |  |  |  |  |
|  |                                |  |  |  |  |  |  |  |  |  |  |  |  |
|  | 15. Adele-Andrée Dreyfus       |  |  |  |  |  |  |  |  |  |  |  |  |
|  |                                |  |  |  |  |  |  |  |  |  |  |  |  |
|  |                                |  |  |  |  |  |  |  |  |  |  |  |  |